# Харрис, Джин (убийца)
Джин Струвен Харрис (англ. Jean Struven Harris, 27 апреля 1923, Кливленд, Огайо — 23 декабря 2012, Нью-Хейвен) — американский педагог, работавшая директором школы для девочек в городе Маклейн (штат Виргиния). Она стала печально известна в начале 1980-х годов, когда была обвинена в убийстве своего любовника, известного кардиолога и диетолога Германа Тарноуэра. Она была осуждена за его убийство, хотя вины своей так и не признала.

## Биография
Урождённая Джин Струвен выросла во времена Великой депрессии, но её семью практически не затронули экономические потрясения. Её детство и отрочество прошли в Кливленде, где она окончила лучшую женскую школу штата. Потом она училась в университете, который окончила в 1945 году со степенью магистра экономики, имела хорошие характеристики.
В мае 1946 года она вышла замуж за Джеймса Харриса, сына мичиганских банкиров, и взяла его фамилию. В этом браке у них родилось 2 сына. Несмотря на финансовое благополучие и спокойствие в семье, Джин не чувствовала себя счастливой. В 1958 году Джин побывала в Москве; поездка ей не понравилась. В октябре 1964 года она развелась с мужем.
Джин продолжала свою учёбу и получила степень магистра педагогики. Она смогла стать директором частной женской школы в Филадельфии. Именно в этот период она познакомилась с доктором Германом Тарноуэром, с которым у неё завязался роман. Он стал приглашать её в театры, рестораны, а потом они перешли к интимной близости. В 1972 году Джин переехала в Коннектикут, чтобы работать директором элитарной женской школы.
Тарноуэр был убеждённым холостяком и не хотел вступать в брак с Джин. Их отношения стали ухудшаться из-за того, что Джин не была единственной женщиной Тарноуэра. Вечером 10 марта 1980 года Джин отправилась в особняк Тарноуэра в городке Харрисон штата Нью-Йорк. К десяти часам вечера вооружённая пистолетом Джин уже была там. Никто не видел, что произошло, но экономка Тарноуэра услышала выстрелы и вызвала полицию. Приехавшие полицейские обнаружили раненого Тарноуэра, который был ещё жив. Позже установили, что он получил четыре пулевых ранения в голову. Он скончался по дороге в клинику. Джин Харрис была арестована по обвинению в убийстве.
Она не признавала своей вины и заявила на следствии, что приехала к Герману, чтобы покончить с собой, а он погиб совершенно случайно, пытаясь ей помешать. Суд над Джин Харрис вызвал большой резонанс, судили её присяжные. 28 февраля 1981 года суд признал её виновной и приговорил к 15 годам тюремного заключения. В тюрьме Джин Харрис перенесла 3 инфаркта, написала книгу о своей жизни: о перенесённых в заключении унижениях и лишениях.
Спустя 11 лет после осуждения губернатор штата Нью-Йорк Марио Куомо помиловал её, и Джин Харрис вышла на свободу. Она умерла в 2012 году в доме престарелых в Нью-Хейвене.

## В массовой культуре
- Х/ф «Народ против Джин Харрис[англ.]» (1981).
- Книга Дайаны Триллинг[англ.] «Mrs. Harris» (1982).
- Книга Шаны Александер[англ.] «Very Much a Lady: The Untold Story of Jean Harris and Dr. Herman Tarnower» (1983).
- Т/ф «Миссис Харрис[англ.]» (2005) (её роль исполнила Аннетт Бенинг).